# Brelie (Geschlecht)
Brelie (auch Breling oder Brelje) ist der Name eines alten Familienverbandes aus der südwestlichen Lüneburger Heide. Angehörige der Familie führen heute die Namen von der Brelie, von der Brelje, von der Brehling, Brälye, Brehling, Breling und von der Brelig.

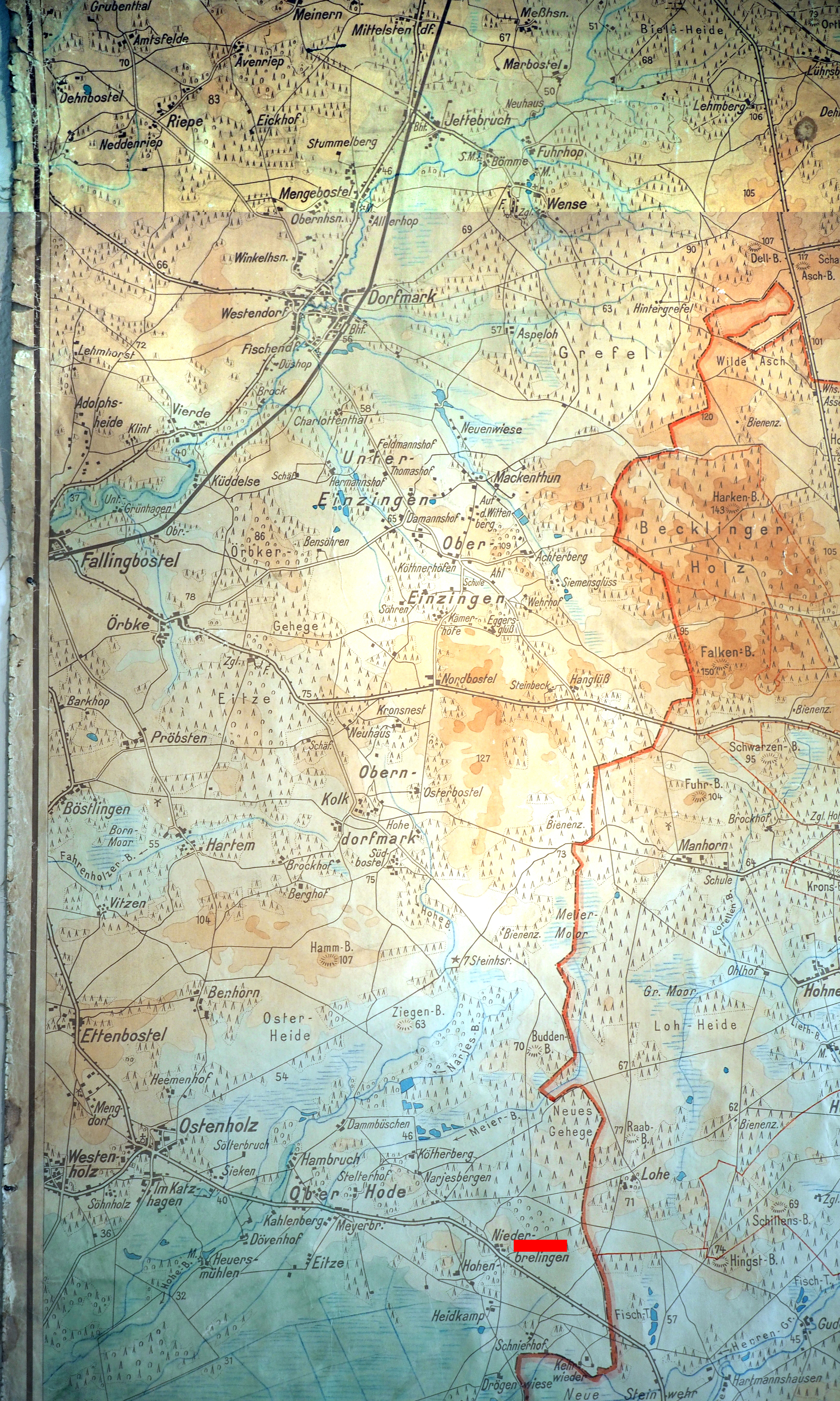
Historische Karte der Ostheidmark. Im Süden Oberhode mit den Höfen Hohen- und Niederbrelingen

## Herkunft
Die Herkunft des Geschlechts sowie die Entstehung und Bedeutung des Familiennamens sind nicht gesichert. Hinweise führen zu den 1438 erstmals urkundlich im Schatzregister der Großvogtei Celle erwähnten Höfen Hohen- und Niederbrelingen unter dem Namen To der Bredelge. Sie gehörten zu der ehemaligen Gemeinde Oberhode in der Osterheide, vormals Landkreis Fallingbostel, heute Teil des Landkreises Heidekreis. Die Besitzer waren Alberd (Hohenbrelingen) und Henneke (Niederbrelingen), die noch keinen Familiennamen führten. 1511 wurden im Schatzregister der Burgvogtei Celle Alberth tho Bredelynge (Hohenbrelingen) und Hans tho Bredelynge (Niederbrelingen) genannt. Beide Höfe gehörten seinerzeit wahrscheinlich noch zusammen und sind erst durch die Teilung eines Groß- oder Urhofes entstanden. 1593 belehnt Ernst II. von Braunschweig–Lüneburg Heinrich zu Hohenbreling mit dem von ihm bewohnten Hof. 1618 stehen im Einwohnerverzeichnis der Amtsvogtei Fallingbostel in Oberhode Heinrich tor Breling (Hohenbrelingen) und Hanß tor Breling (Niederbrelingen), in Bockhorn Nr. 6 (Diershof) Carsten von der Breling.
Ein weiterer Hinweis, dass das Geschlecht der Brelie von dem seinerzeit noch ungeteilten Hof To der Bredelge stammt, ist die Heirat eines Heinrichs zur Brelie von Hohenbrelingen nach Jeversen, einem heutigen Ortsteil der Gemeinde Wietze, im Jahre 1709, deren Zeuge sein Bruder Carsten zur Brelie auf Hohenbrelingen war und auf die Namensführung innerhalb des Geschlechts schließt. Als Heinrich 1722 stirbt, wird er mit dem Familiennamen von der Brelie in das Kirchenbuch eingetragen. So nannten sich die Besitzer von Hohen- und Niederbrelingen zur Brelie und die vom Hof weggehenden Familienangehörigen nahmen den Zusatz „von der“ an.  Dementsprechend handelt es sich hier nicht um Adelsnamen, sondern um regional typische Ortsnamen.
Im Zuge der Errichtung des Truppenübungsplatzes Bergen erfolgte vom Sommer 1935 bis Mai 1936 die Umsiedlung der Bevölkerung und Räumung des gesamten Gebietes der Gemeinde Oberhode einschließlich der Höfe Nieder- und Hohenbrelingen. Seit Anfang der siebziger Jahre sind bis auf ganz wenige Ausnahmen alle Gebäude und Hinweise verschwunden. Heute befinden sich hier nur noch Wüstungen.

## Namensträger
- Eduard von der Brelie (1817–1891), Kaufmann und Mitglied des deutschen Reichstags
- Heinrich Breling (1849–1914), deutscher Genre- und Historienmaler sowie Mitbegründer der Künstlerkolonie Fischerhude
- Klaus von der Brelie (1949–2016), deutscher Journalist
- Olga Breling, verheiratete Olga Bontjes van Beek (1896–1995), deutsche Tänzerin, Tochter von Heinrich Breling
- Amelie Breling (1876–1965), deutsche Lehrerin, Malerin, Bildhauerin und Keramikerin, Tochter von Heinrich Breling